# (3384) Daliya
(3384) Daliya (1974 SB1) – planetoida z grupy pasa głównego asteroid okrążająca Słońce w ciągu 3,69 lat w średniej odległości 2,39 j.a. Odkryła ją Ludmiła Czernych 19 września 1974 roku.